# Alberto Estrella
Alberto Rodríguez Estrella (ur. 23 września 1962 w Meksyku) – meksykański aktor i scenarzysta filmowy, teatralny i telewizyjny. Telewidzowie znają go przede wszystkim z roli Marciala w telenoweli Miłość i nienawiść (2002).

## Życiorys

### Wczesne lata
Zainteresował się aktorstwem, gdy miała 14 lat. Był jednym z założycieli niezależnego teatru El Circulo Teatral. Brał udział w przedstawieniach Zmiany (El cambio), La Malinche i Nagła śmierć (Muerte súbita).

### Kariera
Na małym ekranie od 1981 r. do lat 90. użyczał swojego głosu Perico Montoyi w programie Ulica Sezamkowa (Sesame Street). Pojawił się w telenowelach: Amor en silencio (1988), Miłość i nienawiść (2002) i La malquerida (Źle kochana, 2014). Grał także małe role w hollywoodzkich filmach, takich jak Rubin z Kairu (Ruby Cairo, 1992) z Andie MacDowell i Lianem Neesonem oraz Człowiek w ogniu (Man on Fire, 2004) obok Denzela Washingtona.
Na jubileusz 25-lecia kariery artystycznej otrzymał medal Virginia Fábregas z Krajowego Stowarzyszenia Aktorów (Asociación Nacional de Actores, ANDA). Jest laureatem dwóch nagród Diosas de Plata, nagrody A.C.E., Bravo i nagród El Sol de Oro, został także nominowany do dwóch nagród Ariel.

## Filmografia
- El Otro (1986)
- Amor en silencio (1987), jako Pedro
- Nasiona tragedii (1991), jako Przywódca Guerilla
- Początek i koniec (1993), jako Guama Botero
- Królowa nocy (1994), jako Pedro Calderón
- Alguna vez tendremos alas (1997), jako Rodolfo ‘Gato’ Sánchez
- Fibra óptica (1998)
- Santitos (1999), jako Ángel
- Cuento de Navidad (1999)
- Amor gitano (1999), jako Jonás
- El Noveno mandamiento (2001), jako Felipe Ruiz
- Święta lubieżnica (2002), jako Ogrodnik
- Miłość i nienawiść (2002), jako Marcial
- Simon, el gran varón (2002)
- Człowiek w ogniu (2004), jako Adiutant AFI
- Contra viento y marea (2005), jako Valente
- Sidła namiętności (2007–2008), jako Mario
- Za głosem serca (2013) jako Juventino Zamudio
- La malquerida (Źle kochana, 2014) jako Danilo Vargas